# Аккайынский район
Аккайынский район (каз. Аққайың ауданы) — район Северо-Казахстанской области Республики Казахстан.
Административный центр — село Смирново.

## География
Площадь района — 4500 км². Граничит с Кызылжарским, М. Жумабаева, Есильским и Тайыншинским районами Северо-Казахстанской области.
Район расположен между 50°54’ и 54°45’ северной широты и между 68°30’ и 71°03’ восточной долготы, на севере граничит с Кызылжарским районом, на востоке — с районом имени Магжана Жумабаева, на западе — с Есильским, на юге — с Тайыншинским районом.
По степени отдаленности от районного центра населённые пункты распределяются следующим образом: 10 сел — отдаленность от 1 до 30 км; 21 села — от 31 до 60 км; 1 село — свыше 60 км (Барыколь).

## Природа, климат, животный мир
Территория района представляет собой равнину, которая несколько нарушается западинами озёр и руслом высохшей в настоящее время реки Камышловки.
Местности соответствует резко континентальный климат, который характеризуется большой амплитудой годовых температур и сухостью. Большая часть района расположена на Западно-Сибирской низменности. Особенностью рельефа территории является множество замкнутых котловин с группами озёр и одиночными озёрами. Распределение осадков по годам проходит крайне неравномерно. Среднегодовое количество осадков — 225—335 мм. Наряду с годами, когда сумма годовых осадков поднимается свыше 600 мм, имеются годы с суммой осадков до 204 мм.
Наиболее холодным месяцем является январь со среднемесячной температурой −18,5-18,7°С. Самым жарким месяцем является июль — среднемесячная температура +18,5 +18,7°С и максимальное количество осадков 42-58 мм за месяц. Зимой выпадает 22-42 мм осадков.
Снежный покров в районе распределяется неравномерно из-за действия ветров, сдувающих снег на открытых местах.
В летнее время сухие ветры подвергают почву быстрому высыханию.
Почвы в районе зонально распределяются так, что в северной части залегают обыкновенные суглинистые чернозёмы, а к югу они переходят в южные чернозёмы с более легким составом. Среди чернозёмов залегают интрозональные почвы — комплекс солонцов, солончаков и солонцеватых почв. Чернозёмные почвы района содержат от 6 до 10 % гумуса.
Рек в районе нет. Когда-то протекавшая здесь река Камышловка в настоящее время высохла и возобновляет своё течение на короткое время только весной. В остальное время года о реке напоминает её русло и оставшиеся по нему небольшие водоёмы.
Естественными водоёмами района являются озера — пресные и солёные, причем первые преобладают. Наиболее крупное озеро — Шаглытениз. Пресные озера района заросли камышом, и поэтому из промысловых рыб в них водится в основном карась.
На территории Аккайынского района имеются 83 озера. Большинство озёр мелкие, с площадью водного зеркала около 1 км² и меньше. Это, в основном, пресные бессточные озера. Рек, гор в районе нет.
Растительный покров района на чернозёмах представлен ковыльно-разнотравной флорой.
На солонцах господствует пырейно-типчаково-полынная растительность. С внешней стороны район представляет лесостепь с разбросанными колками берёзовых и осиновых рощ, встречаются здесь и участки, покрытые хвойными деревьями. Осиново-берёзовые колки занимают значительные площади, основными лесообразующими породами в них являются берёза бородавчатая, берёза олущенная, осина. Подлесок развит слабо и состоит в основном из шиповника, ивы, черемухи, крушины. Травяной покров представлен ковылём красным, типчаком, тонконогом, мятликом, лабазником шестилепестным, прострелом. Более важные места обитания заняты луговой растительностью, ковылями, вейником, костром, лабазником, горичником. На засоленных почвах обильны солодка, морковник, полынь рассечённая. По озёрным впадинам развиты прибрежные заросли тростника, рогоза, камыша. На сухих солонцах господствуют камфоросма марсельская, полынь, прутняк, на более влажных — лебеда бородавчатая, бескислица, подорожник солончаковатый, солеросы. Из них внесены в «Красную книгу» адонис весенний, волчеягодник.
На территории района животный мир представляют в основном лугово-степные земноядные виды: степные пеструшки, мелкие хомяки, белокрылые и чёрные жаворонки. Среди птиц преобладают серая и ястребиная славки сорокопуты. Среди мелких млекопитающих наиболее многочисленны лесная мышь, лесные полёвки, землеройки, из крупного: заяц-беляк, лисица, косуля. В прибрежных камышовых и тростниковых зарослях озёр обычны водяная крыса, домовая мышь, красная полёвка, большое количество уток, гусей, лысух, поганок, чаек, куликов, перепела, куропатки. Из них внесены в «Красную книгу» барсук, дятел, зарянка, зяблик, кукушка, крот, ласка, поползень, синицы, скворцы, стрижи, трясощеки.

## Население
Население района составляет 18 972 человека (на начало 2019 года).
Национальный состав (на начало 2019 года):
- русские — 8340 чел. (43,96 %)
- казахи — 6329 чел. (33,36 %)
- украинцы — 1471 чел. (7,75 %)
- немцы — 1489 чел. (7,85 %)
- поляки — 292 чел. (1,54 %)
- белорусы — 243 чел. (1,28 %)
- татары — 380 чел. (2,00 %)
- другие — 428 чел. (2,26 %)
- Всего — 18 972 чел. (100,00 %)

## История
Бейнеткорский район образован постановлением Президиума ВЦИК СССР от 3 сентября 1928 года в составе аульных Советов № 1-10 с центром в поселке Кедей. В декабре 1930 года утверждено низовое районирование, в том числе Бейнеткорского района с центром в ауле Шолак-Дощан в составе 14 сельских и поселкового Советов (Арал-Агашский, Аяккульский, Голощекинский, Григорьевский, Исаевский, Ивановский, Коктерекский, Кучковский, Киялинский, Молотовский, Полтавский, Сартомарский, Сенновский, Чаглинский).
31 июля 1940 года Бейнеткорский район переименован в Советский.
23 мая 1941 года центр района перенесен в рабочий поселок Смирново, который возник на месте железнодорожной станции «Дармин».
Указом Президента Республики Казахстан от 11.03.1999 г. район переименован в Аккайынский.
***
История района берёт свои истоки задолго до Октябрьской революции, но официальным днём рождения района является 3 сентября 1928 года, когда постановлением Президиума ВЦИК СССР был образован Бейнеткорский район в составе десяти аульных советов с центром в поселке Кедей. 17 декабря 1930 года, после реорганизации, райцентр был перенесен в аул Шолак-Дощан, в составе района уже были один поселковый и четырнадцать сельских советов: Аралагашский, Аяккульский, Голощекинский, Григорьевский, Исаевский, Ивановский, Коктерекский, Кучковский, Киялинский, Молотовский, Полтавский, Сартомарский, Сенновский, Чаглинский.
Рождение и становление современного района связано с именами легендарных героев гражданской войны, видных партийных, советских и хозяйственных деятелей.
Сын бедняка из Жамантузского аула Бейнеткорской волости Кайсар Таштитов был делегатом съезда комсомола в 1924 году, вырос до секретаря ЦК комсомола Казахстана и заведующего отделом ЦК Компартии Республики. Именем Таштитова названа улица в городе Петропавловске. Свой неизгладимый вклад в развитие Казахстана внес наш земляк нарком Нигматулла Сыргабеков, в честь которого названа улица в райцентре. Комиссар Федор Кияшко, участник Гражданской войны, погиб в 1921 году, когда отряд под его командованием участвовал в подавлении кулацкого мятежа. Обелиск на его могиле установлен в с. Полтавке.
Земляки по праву гордятся именами своих сыновей, активных участников становления советской власти, таких, как Закирья Мукеев и Мукан Есмагамбетов из Аралагаша, Касен Каранаев и Барий Аушакимов из аула Урнек, Владимир Цымбалюк, Яков и Кузьма Пасечниковы из Рублёвки. Активисты Ш. Абилев, О. Канафин, Е. Каляганов, Ф. Ламаш, Н. Жамшин, Н. Касымов, А. Рамазанов, К. Оразалиев, Р. Ибраева, С. Естаев, Т. Лещенко, М. Досанов и многие другие отдали свои силы и молодую энергию борьбе с эксплуатацией трудящихся, просвещению и ликвидации неграмотности, проведению земельной реформы и созданию колхозно-совхозного производства. Ровесниками района были первые сельхозартели «Красный полтавец» в Полтавке, коммуна имени Ленина в Рублёвке. В 1929 году был образован совхоз-гигант «Киялинский» в Киялах.
История станции Смирново тесно связана со строительством в начале 20-х годов XX столетия железной дороги Петропавловск — Кокшетау. Почти половина дороги построена руками тружеников района — от разъезда № 2 до разъезда № 7, немного-немало — 70 километров. Люди шли на стройку со своим транспортом, а где и вручную выполняли земляные работы, строили насыпь под рельсы. Старожилы — семьи Глуховых, Жусуповых, Ивановых, Ивания, Бережных, Роговых, Река, Помазан, Чуфаровых, Бабченко и многие другие сохранили в памяти те исторические годы.
Во второй половине 30-х годов XX века в жизни района произошли коренные изменения. Было организовано более 40 колхозов, 3 крупных зерносовхоза, 3 машинно-тракторные станции (МТС).
За выдающиеся достижения в труде председатель колхоза «Каратал» Е. Ахметов одним из первых в стране удостоен высшей награды — ордена Ленина. Касен Нутпаев — первый механизатор из совхоза «Киялинский», кавалер трёх орденов, встречался с С. М. Кировым в 30-е годы, во время приезда Сергея Мироновича в Киялы. Омар Канафин из аула Баянды был делегатом первого съезда колхозников в Москве.
Мирный труд советских людей был нарушен вероломным нападением фашистской Германии. Сотни, тысячи земляков ушли защищать Отчизну. Ушел на фронт секретарь райкома партии Д. Д. Толубаев, он погиб в сражении 2 февраля 1942 года под Ленинградом, его имя, как и имена многих аккайынцев, высечено на мемориале Славы на центральной площади райцентра.
Многие аккайынцы были удостоены в годы войны высоких боевых наград. За подвиг при форсировании Вислы звание Героя Советского союза присвоено Андрею Максимовичу Хименко (1915-44 гг.), уроженцу села Елизаветовки Кучковского сельского округа. Наш земляк, гвардии рядовой Андрей Хименко принял на себя командование ротой, повел бойцов на штурм деревни Осембору. Он погиб в октябре 1944 года и посмертно удостоен звания Героя. Его имя носит улица в областном центре, а также средняя школа в с. Киялы.
В. И. Тихонов был участником битвы за Малую землю. М. И. Сербин защищал героическую Брестскую крепость. З. М. Мукатаев, Ф. М. Яковенко, М. Х. Хусаинов, М. К. Камалиев, Н. А. Коркин и многие другие фронтовики из-за ран и увечий рано ушли из жизни.
Андрей Петрович Рахмаил родился в селе Григорьевке в 1922 году. Воевал в составе 3-го Украинского фронта, командовал штурмовым полком. Полковник А. П. Рахмаил награждён Орденами Красной звезды и Отечественной войны I и II степеней, медалями. После войны остался жить в Ленинграде, в освобождении которого он принимал участие.
Более 100 женщин нашего района приняли участие в Великой Отечественной войне. Среди них Алтын Валиева. Она родилась в ауле Шолак-Дощан. Ушла на фронт в 1942 году, а вернулась лишь в 1945 году. Она была в составе 1-го и 2-го Белорусского и 7-го Прибалтийского фронтов, в 17-м истребительном авиационном полку в качестве командира отделения. Награждена орденом Отечественной войны II степени, медалями «За боевые заслуги», «За Победу над Германией».
Мария Сафроновна Радзевич была в звании младшего лейтенанта медицинской службы. Участвовала в боях в составе Украинских фронтов. Награждена орденом Отечественной войны II степени, медалью «За победу над Германией».
Мария Александровна Поротикова родилась в п. Смирново, в 1943 году ушла на фронт. Вернулась после ранения в 1945 году. Воевала в 24-й гвардейской сапёрной дивизии. Была снайпером. Награждена орденами Красной звезды, Отечественной войны II степени, медалью «За победу над Германией».
С. С. Скрипко — уроженец нашего района. Ушел на фронт в 1941 году. Вернулся по ранению через три года. Был заместителем командира батальона. Подполковник. Награждён орденами Отечественной войны II степени и «Александра Невского», медалями «За отвагу», «За боевые заслуги», «За Победу над Германией».
Амирхан Муканов ушёл в армию в 1942 году, а вернулся на Родину только в 1949 году. Служил в третьем Прибалтийском фронте, был пулемётчиком в 9-м пограничном отряде войск НКВД. Награждён орденом Отечественной войны II степени, медалью «За боевые заслуги». С начала и почти до конца войны служил в армии А. Г. Докучаев. Он участвовал в боях в составе первого Белорусского, Волховского фронтов. Награждён орденами Красной Звезды, Отечественной войны II степени, медалями «За отвагу», «За освобождение Варшавы», «За взятие Берлина», «За Победу над Германией».
Более 120 воинов были награждены орденами Ленина, Красной Звезды, Боевого Красного Знамени. 287 — Отечественной войны I и II степеней, 30 — орденом Славы II и III степеней, более 360 фронтовиков удостоены медалей «За отвагу», «За боевые услуги», 709 — "Маршала Советского Союза Жукова Г. К. " и около 1100 — медалями «За Победу над Германией», «За Победу над Японией».
С фронтов Отечественной войны вернулись в родной район около 1100 воинов. Они активно участвовали в восстановлении и развитии народного хозяйства, обзавелись семьями. Выросли не только дети, но и внуки. Многих из них сейчас нет. Аккайынцы не забудут героев войны, которые мужественно сражались на поле битвы, ради Победы отдали свою жизнь, тех воинов, которые вернулись с поля битвы и приступили к мирному труду на родной земле, тех, кто ещё среди нас.
В веках останутся имена павших на полях сражений, в каждом селе установлены обелиски в честь аккайынцев, погибших в годы Великой Отечественной войны. В Книге памяти сохранены для потомков их славные имена.
Тыл поддерживал фронт, поставлял танки, боеприпасы, хлеб и обмундирование. Многие девушки, женщины и подростки заменили мужчин, стали механизаторами. Скромные, но поистине героические женщины К. Жапарова, Е. Тягельская, Е. Стомова и их подруги сумели быстро овладеть техникой, показывали образцы мужества в труде.
А. И. Погуляев, оставленный по броне в тылу, всю войну готовил механизаторов на Бейнеткорской МТС. Позже знаменитая женская тракторно-полеводческая бригада Е. И. Бацуновой, депутата Верховного Совета Казахской ССР, стала известна всей стране. В семнадцать лет сел за баранку трактора СХТЗ А. В. Кузнецов, подростки заменили мужчин у токарных станков, на паровозах. Их вклад в победу огромен.
В ночь с 13 на 14 марта 1954 года в нашу область прибыл первый эшелон посланцев комсомола Москвы. На территории нашего района создаются целинные совхозы «Черкасский», «Ленинский». В эти годы во главе района стояли первый секретарь райкома партии П. Я. Филиппенко (1917—1997 гг.), председатель райисполкома С. И. Имаков (1917—2000 гг.).
С именами этих руководителей связаны большие успехи района. По инициативе П. Я. Филиппенко было начато озеленение и благоустройство, в которое включились все жители. Масштабность этих работ была настолько велика, что слава о нашем райцентре, зелёном оазисе Бары-Куле, Токушах донеслась до всех уголков Казахстана. Неузнаваемо изменился облик Смирнова и других сел. Району неоднократно присуждались первые места не только в области, но и в республике. Зерновое производство и животноводство, строительство получили широкий размах. За выдающиеся достижения в труде звание Героя Социалистического Труда удостоены в 1957 году Абу Сыздыков (1919—1973 гг.) — комбайнёр с. Амангельды, в 1971 году высокого звания удостоен Петр Яковлевич Филиппенко — секретарь Советского райкома партии, в 1973 году Руслан Камбулатович Бекузаров (1927—2001 г. г.) — директор совхоза имени Чапаева и Алексей Михайлович Эттенко (1937 г. р.) — комбайнёр, бригадир совхоза имени 50-летия СССР.
Аккайынская земля дала жизнь и силы многим крупным ученым, государственным деятелям. Именем прославленного земляка Уфы Мендбаевича Ахмедсафина — Героя Социалистического труда названа средняя школа в селе Трудовом. Имя доктора технических наук Каирбека Оразовича Оразова носит Аралагашская средняя школа.
В годы целины звания «Заслуженный работник сельского хозяйства» удостоены А. Д. Захаров, С. А. Сербин, В. С. Стеценко, В. Г. Землянский, А. Н. Линде, К. Добриян, М. С. Поленов, К. Жусупов, М. Н. Коровяковский, М. М. Польянов.
В 1983 году Н. Г. Пантеленко, бригадиру тракторно-полеводческой бригады совхоза «Ленинский» за высокие достижения в земледелии присвоено звание лауреата Государственной премии СССР, он награждён орденами Ленина, Трудового Красного Знамени. А. Н. Линде стал лауреатом Государственной премии Казахской ССР. Механизаторы совхоза «Черкасский» Г. Г. Бриль и В. А. Стуков награждены двумя орденами Ленина, Трудового Красного Знамени. К. С. Байгужин, Михаил Захарович Лымарь, И. Л. Баранчук также удостоены орденов Ленина и Трудового Красного Знамени.
Орденоносцы Манаш Габдуллина, Я. К. Дедович, В. С. Скрипко, С. Нурахметов, Н. И. Богинич, Н. И. Потовой, И. Л. Баранчук и многие другие являлись примером в сельскохозяйственном производстве.
Партийные, советские, комсомольские, профсоюзные лидеры тех лет М. Садуов, Я. С. Хмелев, Ш. К. Успанов, Е. Г. Гайсин, Мария Петровна Сердюкова, Павлина Николаевна Кочнева, Е. Н. Мейрманов, Б. М. Ибраев, П. В. Хорольский, Геннадий Иванович Зенченко, А. Д. Киреев, Л. А. Литвин, А. М. Валиева, Болат Аленов, Куандык Аскерович Касеинов, Виктор Михайлович Жиляев и другие все свои силы, энергию и опыт отдавали подъёму экономики и культуры района.
Технические работники Ю. П. Тарасенко, Валентина Николаевна Бут, С. Ж. Ваисов оказывали неоценимую помощь в работе.
Любители-цветоводы и садоводы Ш. Рахимжанов, А. К. Литвин, М. В. Кияшко активно участвовали в озеленении райцентра и сел.
Директорский корпус объединял управленцев высшего уровня. Это — Иван Емельянович Зенченко, В. К. Буторин, В. С. Шушин, М. Б. Келлер, Руслан Камбулатович Бекузаров, Анатолий Дмитриевич Захаров. Районные службы возглавили энергичные, деятельные руководители: «Казсельхозтехнику» — П. Л. Симаков, СМУ — В. П. Балашов, Н. А. Гиричев, заготзерно (элеватор) — В. А. Овчинников, Борис Иванович Лукьянов, узел связи — А. И. Истомина, райбольницу — М. В. Сыщиков, райпотребсоюз — С. Т. Молчанов, О. М. Молдагалиев, сельхозуправление — К. С. Лосев, Г. М. Николаенко, В. М. Юдаков. Энтузиастами советской работы являлись А. С. Киреева, Г. М. Финько, Г. Г. Курманбаев, Павел Иванович Сердюк, Н. А. Шерстова, Н. Ф. Снежницкая и другие.
Стабильное развитие зернового производства позволило быстрыми темпами поднимать животноводство, укреплять кормовую базу в годы IX—XI пятилеток. В этот период (с 1973 по 1993 годы) первыми секретарями райкома партии работали П. И. Науменко, В. А. Савченко, Г. М. Бубнов.
Если в первый год освоения целины район продал государству 1050 тонн мяса, 4,5 тыс. тонн молока, то в 1984 году район сдавал 30,5 тыс. тонн молока, что в семь раз превышало показатель 1954 года, а мяса в 11 раз больше прежнего. Широкий размах получило строительство. На каждой центральной усадьбе возводились дома культуры, торговые центры, школы, целые улицы с новыми жилыми домами. За достижение наивысших результатов в соревновании району не один раз присуждались переходящие и памятные знамёна, неоднократно район был участником ВДНХ. В 1974 году орденом Трудового Красного Знамени награждён совхоз-техникум, а в 1981 году — совхоз «Ленинский».
Район всегда был кузницей кадров, своеобразной школой передового опыта. Трудовую закалку в хозяйствах и на предприятиях района, в партийных и советских органах прошли будущие акимы районов, области, руководители республиканских и областных служб. Среди них — А. М. Уразалин, А. К. Евниев, С. С. Билялов, К. К. Амрин, Ж. О. Кажрахимов.

## Инфраструктура
Имеется три крупные железнодорожные станции: Смирново (Целинная железная дорога), Киялы (Целинная железная дорога)и Токуши (Южно-Уральская железная дорога); четыре линейных элеватора: ТОО «Смирновский элеватор», ТОО «Иван Зенченко» (оба — Смирново), ТОО «Киялы-Астык» (Киялы), ТОО «Токуши-Астык» (Токуши).
Основная отрасль экономики — выращивание зерновых. Структура посева 2011 года составила: площадь ярового сева — 198 196 га, в том числе: зерновых и зернобобовых культур — 185 600 га. Площадь пшеницы составила 155 640 га, масличных — 5368 га, кормовых культур — 11 462 га, картофель − 1890 га, овощи — 484 га.
Объём валовой продукции сельского хозяйства в 2011 году составил 16 374,9 млн тенге.
Объём промышленного производства в 2011 году составил 419,70 млн тенге.
На территории района расположено 3 молокоперерабатывающих предприятия, 1 колбасный цех, 7 мельниц, 17 пекарен, 3 мини-цеха по переработке мяса, 5 цехов по забою скота.
Из 32 населённых пунктов района подключено к групповым водопроводам 28 населённых пунктов, 3 (Безлесное, Сенное, Южное) — используют воду из скважин, в Григорьевке пользуются водой из шахтных колодцев.
В районе действует 14 АТС, из них 9 — цифровых. Количество абонентов по району составляет — 5808.
Поставку электроэнергии в район осуществляет Аккайынский РЭС АО «Северо-Казахстанская РЭК». Функционирует 12 подстанций.
По состоянию на 1 января 2012 года в районе действуют 654 субъекта малого бизнеса (юридических лиц — 81, крестьянских хозяйств — 220, индивидуальных предпринимателей — 353).
На 1 января 2012 в районе функционирует 31 медицинское учреждение: центральная районная больница на 85 коек, 5 врачебных амбулаторий, 19 медицинских пунктов и 6 фельдшерско-акушерских пунктов.
Действует 26 школ, из них 15 средних, 9 основных и 2 начальные. Численность учащихся на 1 января 2012 года составляет 2601 человек.
Сеть учреждений культуры 33 объекта: 9 государственных сельских домов культуры и клубов, 10 частных домов культуры и клубов, 14 государственных библиотек. В 2011 году состоялось открытие районного музея.

## Спорт
Общее число спортивных работников составляет 52 человека, из них методистов по спорту — 1 штатный в аульном округе Шагалалы.
Преподавателей физического воспитания 38 человек.
В районе работает ДЮСШ, где в 26 учебных группах занимаются 347 учащихся. Тренерский состав 18 человек, в том числе 6 штатных (футбол, хоккей с шайбой, легкая атлетика, борьба греко-римская, борьба вольная, конькобежный спорт, шорт-трек, лыжные гонки, спортивное ориентирование). Воспитанниками ДЮСШ являются мастерами спорта международного класса, кандидатами в мастера спорта, чемпионами области и республиканских соревнований.
Детско-подростковый клуб с контингентом 321 учащихся, с преподавательским составом 37 человек.

## Религиозные объединения
В районе действуют 4 зарегистрированных религиозных объединения: Аккайынский филиал религиозного объединения «Духовное управление мусульман Казахстана» (Смирново); "Приход Преподобного Серафима Саровского Чимкентской епархии (Смирново); филиал "Римско-католического Прихода «Святая Троица» (Смирново); филиал религиозного объединения "Церковь Евангельских христиан-баптистов (Смирново). Действует 8 малых религиозных группы.

## Административное деление
В состав района входит 12 сельских округов. Всего в районе насчитывается 32 населённых пункта.
| Сельский округ/город         | Население, чел. (2009) | Населённые пункты                                              |
| ---------------------------- | ---------------------- | -------------------------------------------------------------- |
| Аралагашский сельский округ  | 1368                   | село Амангельды, село Аралагаш, село Рублевка                  |
| Астраханский сельский округ  | 1135                   | село Астраханка, село Каратомар                                |
| Власовский сельский округ    | 977                    | село Безлесное, село Власовка, село Сенное                     |
| Григорьевский сельский округ | 1311                   | село Григорьевка, село Кенжегалы, село Коктерек, село Трудовое |
| Ивановский сельский округ    | 1107                   | село Ивановка, село Ульги                                      |
| Киялинский сельский округ    | 2490                   | село Барыколь, село Киялы, село Кучковка                       |
| Лесной сельский округ        | 1512                   | село Дайындык, село Ленинское                                  |
| Полтавский сельский округ    | 964                    | село Борки, село Лесные Поляны, село Полтавка                  |
| Сельский округ Шагалалы      | 1680                   | село Степное, село Шагалалы, село Южное                        |
| Смирновский сельский округ   | 5796                   | село Смирново (административный центр района)                  |
| Токушинский сельский округ   | 2771                   | село Камышлово, село Токуши, село Тюменка                      |
| Черкасский сельский округ    | 1830                   | Добровольское, село Новороссийское, село Черкасское            |

## СМИ
В районе издаются общественно-политические районные газеты «Аққайың» (на казахском языке) и «Колос» (на русском языке). Собственником изданий является ТОО "Редакция газеты «Колос», расположенное по адресу: с. Смирново, улица Зелёная, 31.
Обе газеты выходят еженедельно по четвергам.
Редактором газеты «Аққайың» является Асем Базархановна Буранкина, редактором газеты «Колос» — Александр Александрович Лесиков.
Тиражи: «Аққайың» — 1000 экземпляров, «Колос» — 3500 экземпляров (на 1 января 2012 года).
С момента образования Бейнеткорского района, в 1928 году, районная газета выходила на казахском языке. До 1932 года она называлась «Кенес ауылы», затем, последующие десять лет, — «Социалистік енбек». К сожалению, ни в редакции, ни в районной библиотеке, ни в местном архиве не сохранились газеты этого периода.
***
В апреле грозного 1942 года в новом райцентре — п. Смирново, недавно поселившемся на линии железной дороги, вышел в свет первый номер газеты «Социалистический труд». С этого дня в районе стали выходить две газеты: «Социалистік енбек» — на казахском языке и «Социалистический труд» — на русском.
В мае 1962 года редакцию газеты перевели в город Петропавловск, издавалась она на два района: Советский и Булаевский (ныне — Магжана Жумабаева) под названием «За коммунистический труд», но это длилось недолго. В апреле 1963 года газета возвратилась в Смирново, центр Советского района, и начала издаваться под нынешним названием — «Колос». Все эти годы она была рупором местного комитета Коммунистической партии СССР.
В связи с переменами, произошедшими в нашей стране в 90-е годы XX века, районка поменяла формы собственности: в апреле 1999 года она стала государственным казённым коммунальным предприятием «Редакция газеты „Колос“ Аккайынского района», а с сентября 2001 года — частным учреждением "Редакция газеты «Колос», преобразованным позже в одноимённое ТОО.
Военный 1942 год… Это было очень сложное время, ощущалась острая нехватка кадров, слабой была полиграфическая база. Но, несмотря на все невзгоды, газета выходила, каждый работал за двоих. В одном из приказов по редакции значится: «В связи с уходом на фронт освобожден от обязанностей редактора. Назначен на эту должность ответсекретарь. Наборщику типографии вменена обязанность печатанья газеты».
Газета выстояла в трудностях, она помогала мобилизовать людей на борьбу с ненавистным врагом, укрепляла тыл. Все были вместе: и маленький мальчишка, вместе с сестренкой работающий целый день в поле в Григорьевке, и Андрей Максимович Хименко, наш земляк, чей подвиг на фронте был удостоен звания Героя Советского Союза.
Шли годы, усложнялись задачи, росла и мужала районная печать.
Вот как вспоминает о работе в газете одна из её руководителей Мария Петровна Сердюкова: «Более тридцати лет я была тесно связана с районкой, в которой начала свою работу в 1952 году в должности ответственного секретаря редакции газеты „Социалистический труд“. Редакция в те годы размещалась в старом здании райпотребсоюза. Возглавлял коллектив тогда В. Ф. Зиновьев, строгий, требовательный, с большим чувством ответственности за порученный участок работы.
Тираж газеты был невелик, всего 450 экземпляров, две полосы, периодичность — два раза в неделю. Преобладал ручной труд, набирали и печатали вручную, так как не было электричества (двигатель колхоза обеспечивал только вечернее освещение поселка). Печатник С. Д. Пилипенко с вертельщиком И. Безобразовым честно выполняли свою работу. К утру читатель получал свежий номер газеты».
Сохранившиеся подшивки тех лет привлекают своей актуальностью и качеством печати.
К началу 60-х годов газета начала выходить четырёхполосной, три раза в неделю, на русском языке с переводом на казахский. Редактором был А. Сулейменов.
Как уже говорилось выше, в связи с реорганизацией районов газета некоторое время издавалась в Петропавловске, а её редактором был назначен М. Ю. Репкин. Затем, в 1963 году, газета вернулась и выходила на четырёх полосах без ограничения тиража. Редактировал её В. В. Хоменков, а позже — Иван Егорович Река. С 1973 по 1985 годы коллектив редакции газеты «Колос» возглавляла Мария Петровна Сердюкова.
Активно в те годы сотрудничали с газетой специалисты управления сельского хозяйства П. Л. Симаков, М. С. Поленов, П. Я. Леонов, А. П. Борисов, В. Н. Паращенко, секретари партийных комитетов М. Хусаинов, Б. К. Нутпаев, Р. Р. Альтман, Б. С. Баяшев, И. И. Кромм, М. Асылбаев, И. А. Иванов, В. П. Урманов.
Журналисты «Колоса» находились на переднем крае любого дела, среди тех, кто искал, строил, созидал. Старались перенять все новые формы и методы работы и внедрять в других хозяйствах. Обобщался опыт передовиков, немало было и критических материалов.
Рубрики «Благо народу — высшая цель», «Доблесть идущих впереди», «На главном направлении», «Человек красив делом», «Любовь к труду — залог успеха» и многие другие были ориентиром в работе газетчиков.
Освещалась работа по патриотическому воспитанию молодежи, публиковались статьи и информации по благоустройству и озеленению населенных пунктов. Руководители организаций и предприятий Н. А. Гиричев, П. И. Сердюк, Ю. А. Михайлов, Б. Б. Бекенев, Б. И. Лукьянов, М. О. Адамович, Р. М. Сарсенбаев и многие другие активно участвовали в благоустройстве поселка Смирново. Масштабность этих работ была настолько велика, что слава о нашем райцентре и селах разносилась далеко за пределы области. Району неоднократно присуждали первые места в смотрах благоустройства и озеленения не только в области, но и в республике.
Основная нагрузка в подготовке материалов в газету лежала на штатных сотрудниках. Длительное время работали в редакции Иван Егорович Река, С. В. Каюмов, Н. А. Марченко, Алексей Александрович Бондаренко, Валерий Прокопьевич Стомов, Татьяна Михайловна Лесикова, фотокорреспонденты Ф. М. Шарыпов и Александр Александрович Смаглюк.
На протяжении 70 лет существования газеты коллектив редакции возглавляли редакторы В. Ф. Зиновьев, М. Ю. Репкин, В. В. Хоменков, Иван Егорович Река, Мария Петровна Сердюкова, Владимир Арсентьевич Кошеленко, Алексей Александрович Бондаренко, Темиргали Текибасович Абильмажинов, Татьяна Михайловна Лесикова.
Почти сорок лет жизни Татьяны Михайловны Лесиковой отдано работе в редакции газеты «Колос», где она начинала корреспондентом и выросла до редактора. За свою долголетнюю работу воспитала много молодых кадров, полюбивших газету. В трудный период перестройки, первых лет независимости, когда некоторое редакции закрывались, Татьяна Михайловна вместе с коллективом сделала все, чтобы газета «Колос» выстояла.
Стала вновь выходить районная газета на государственном языке. Она получила красивое название «Аққайың». С каждым годом эта газета набирается опыта, растет качество материалов и популярность издания у читателей. Возглавляет её Асем Базархановна Байзакова.
Много труда в своевременный и качественный выпуск газеты на протяжении долгих лет вносили работники типографии: полиграфист М. Полуэктов, наборщики А. Садвокасова, Н. А. Ашимова, Д. Саберзянова, печатник У. Кожембаев, директор типографии Е. А. Архипова. Сейчас на смену типографским печатным машинам пришли компьютеры, что значительно облегчило набор газеты.
Время неумолимо движется вперед, внося свои коррективы в нашу жизнь.
В настоящее время коллектив редакции продолжает традиции прошлых лет, внося новое в жизнь газеты, которая неразрывно связана с родным районом, его людьми, тружениками и созидателями всего доброго на земле. Сейчас, в век компьютеров, доступна и электронная версия газеты во всемирной сети Интернет.

## Гимн Аккайынского района
Авторами гимна Аккайынского района являются поэт В. Д. Лизун и композитор А. В. Хорольский.
Александр Васильевич Хорольский родился в 1932 году в с. Петровке Ленинского района в семье репрессированных. Вся трудовая деятельность прошла в нашем районе. Много лет преподавал музыку, вел уроки пения. Он лауреат областных и районных смотров художественной самодеятельности.
Виталий Дементьевич Лизун родился в 1925 году в с. Безлесном. Фронтовик, участник Курской битвы. После ранения вернулся домой и до пенсии работал учителем, директором Безлесенской школы. Первое стихотворение, посвященное началу войны, опубликовано в Киялинской многотиражке. В 1960 году выпущен сборник «Зори над степью». В 1993 году вышел первый самостоятельный сборник «Второе рождение», в 2000 году — сборник «Долг», сборник «Память», посвящённый 60-летию Победы, вышел в 2005 году, сборник «Нам всем вместе в степи веселей!», посвящённый 75-летию района, увидел свет в 2003 году.
Гимн Аккайынского района
Слова Виталия Лизуна, музыка Александра Хорольского
Горжусь твоей берёзой белоствольной,
Мы в честь её назвали свой район.
Люблю свой край! Тут хлебное раздолье,
Тут небо голубое, словно лен.
Припев:
Аккайынский район, Аккайынский район,
Слава людям твоим и хлебу!
Аккайынский район, Аккайынский район,
Этот гимн и земле, и небу!
От Токушей до Киялов стоит пшеница,
И рядом поезд по степи идет.
И как же нам районом не гордиться,
Когда мужает он из года в год!
Припев
И радостно на сердце от свободы,
И Назарбаев нам зажег звезду,
И в эти исторические годы
Вернули всем уверенность к труду!
Припев
Свою мы Конституцию, как Знамя,
С гордостью народной все несём.
И вера в лучшее шагает рядом с нами,
Мы, как один, в согласье тут живём!
Припев

## Известные уроженцы
- Хименко, Андрей Максимович (1915—1944) — Герой Советского Союза, стрелок 117-го гвардейского стрелкового полка. Родился в с. Елизаветовка).[7]
- Сыздыков, Абу (1919—1973) — комбайнёр с. Амангельды, Герой Социалистического Труда (1957 год).
- Ахмедсафин, Уфа Мендыбаевич (1912—1984) — ученый, академик АН КазССР, заслуженный деятель науки КазССР, Герой Социалистического Труда (1969 год).
- Филиппенко, Петр Яковлевич (1917—1997) — секретарь Советского райкома партии, Герой Социалистического Труда (1971 год).
- Бекузаров, Руслан Камбулатович (1927—2001) — директор совхоза имени Чапаева, Герой Социалистического Труда (1973 год).
- Эттенко, Алексей Михайлович (1937 г. р.) — комбайнёр, бригадир совхоза имени 50-летия СССР, Герой Социалистического Труда (1973 год).
- Зенченко, Геннадий Иванович (1937 г. р.), директор КТ «Зенченко и К», Қазақстанның Еңбек Ері (Герой Труда Казахстана) (2008 год).
- Еслямова, Самал Эльясовна (1984 г. р.), казахская киноактриса, заслуженный деятель Казахстана (2018)[8].